# Campoplex pusillus
Campoplex pusillus är en stekelart som beskrevs av Gupta och Maheshwary 1977. Campoplex pusillus ingår i släktet Campoplex och familjen brokparasitsteklar. Inga underarter finns listade.